# Tepexpan

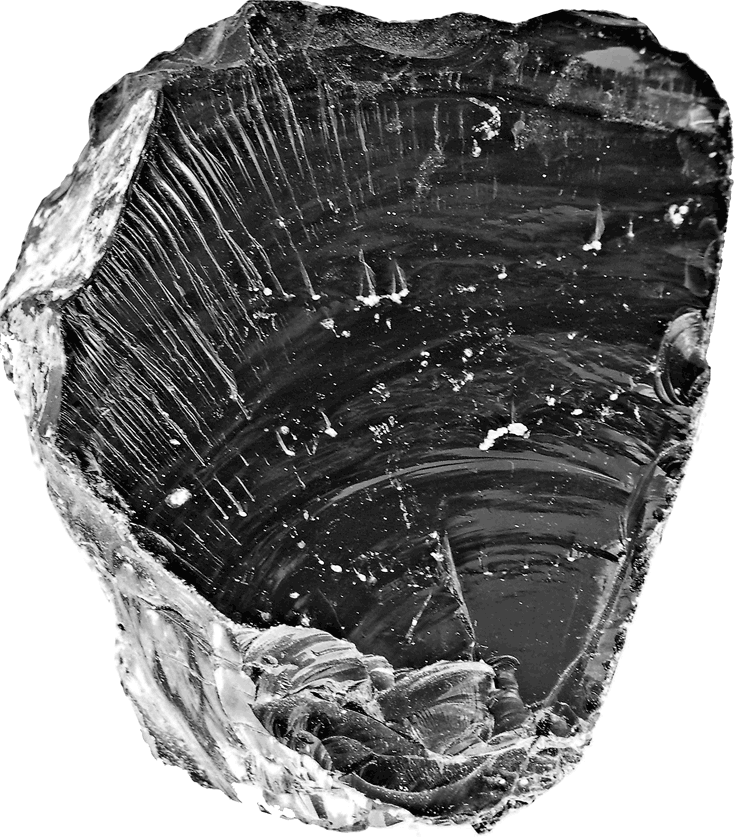
Pieza de obsidiana, un mineral frecuente en la zona aledaña a Tepexpan.

Tepexpan es una localidad mexicana, es la más poblada del municipio de Acolman situado en el Estado de México, a 34 kilómetros al noreste de la Ciudad de México. Tiene 120 778 habitantes según el conteo del INEGI en 2020. Tiene acceso por la autopista a las Pirámides de Teotihuacán, así como por la carretera Texcoco-Lechería.

## Tepexpan

### El hombre de Tepexpan
El Hombre de Tepexpan es uno de los ejemplares de esqueletos humanos más antiguos que se han encontrado en Mesoamérica; se le localizó en el Estado de México tras una excavación en 1947, y al que en su momento algunos estudiosos le atribuyeron una edad de 5 mil años, otros de 8 mil, e incluso algunos han sugerido 11 mil años.
Este individuo fue al principio identificado como un varón, pero investigaciones recientes lo identifican como una mujer, aunque esto sigue siendo tema de debate. 
El hombre de Tepexpan es un hallazgo importante para los antropólogos mexicanos ya que es una clave importante para entender como era la zona del Valle de México hace casi 5000 años, además de permitirnos datar el inicio del poblamiento del área que actualmente ocupa la Ciudad de México. Últimas investigaciones realizadas por Santiago Genovés en 2004 sugieren que el hombre de Tepexpan tiene en realidad siete mil años de antigüedad, según una publicación que hizo en el American Journal of Physical Anthropology. La fecha exacta de su descubrimiento fue el 22 de febrero de 1947, y siendo hallado en las cercanías del poblado de Tepexpan por el doctor Hermut de Terra y el ingeniero Arellano, quienes recuperaron en los limos lacustres del Pleisticeno Superior del lago de Texcoco un esqueleto humano incompleto al que denominarían "Hombre de Tepexpan".

### Minería
Tepexpan puede ser considerado uno de los más importantes asentamientos del municipio de Acolman. Tiene diversos recursos minerales como la obsidiana y estaño y cuenta con industrias importantes dedicadas a la pintura así como auxiliares de la industria extractiva.

### Cultura
En Tepexpan se localiza la Parroquia de Santa María Magdalena, ubicada en el centro del pueblo. Es uno de los templos más antiguos de México ya que fue edificada alrededor de 1530, originalmente como centro de evangelización y bodega por los frailes agustinos. La fiesta principal se celebra el 3 de mayo en honor al Señor de Gracias y adicionalmente el 22 de julio se celebra el día de Santa María Magdalena. Existe una tercera fecha de celebración que es el día 14 de septiembre y la fiesta se lleva a cabo en la cruz de la colonia Anáhuac en la primera sección.[cita requerida]

#### Danza de los Serranos
Durante la fiesta principal baila una danza única llamada "Los Serranos", en la cual los participantes se dividen en tres tipos de roles; los serranos, las inditas y los negros. Esta danza se inició hace muchos años, cuenta la leyenda que venía una peregrinación de la sierra de Veracruz (de ahí el nombre de serranos) la cual traía un crucifijo a restaurar a la Basílica de Guadalupe, debido al largo camino descansaban en las iglesias donde les caía la noche, una de esas iglesias fue precisamente la iglesia de Tepexpan, así que pidieron permiso al párroco para descansar dentro del atrio, al día siguiente decidieron retomar su camino hacia su destino, pero al tratar de levantar la estructura donde venía montado el crucifijo se dieron cuenta de que estaba sumamente pesada, trataron entre todos y durante varios días de moverlo sin conseguirlo, la sorpresa fue que al quitar la manta con la que venía cubierto, el crucifijo estaba totalmente restaurado, atribuyéndolo a un milagro decidieron dejarlo en esta iglesia pues se supuso esa era su voluntad.
La vestimenta de los serranos consiste en pantalón y camisa de manta blanca una fajilla color rojo en la cintura, un listón azul atravesado en el pecho, un paliacate alrededor del cuello, un huaje lleno de pinole, un morral hecho de ixtle, huaraches, un sombrero y una corona adornadas con motivos alusivos al Señor de Gracias, además de llevar un arco y un bastón adornados con plástico azul y blanco, colores alusivos a la fiesta. Las inditas llevan faldas largas muy coloridas, blusa de manta con bordados indígenas, collares y aretes muy vistosos, huaraches, un huacal y una charola con flores, además de tener que ir peinadas de trenzas y un paliacate en la cabeza. 
Los negros son personajes que se pintan la cara de negro de ahí su nombre, vestidos con un traje de saco, naguilla y pantalón a la rodilla hecho de tela tipo terciopelo con bordados de tipo religioso en lentejuela muy vistosos, utilizan medias gruesas, huaraches, y llevan colgada una ardilla disecada, además llevan en la cabeza una corona con plumas de colores y son solo unos cuantos ya que representan a los líderes de la danza, también llevan un silbato hecho de carrizo el cual les sirve para comunicarse entre los jefes de la danza y una cuarta hecha de piel. Bailan frente a las puertas de la iglesia durante toda la tarde diferentes melodías interpretadas por la banda de instrumentos de viento, cabe destacar que solo lo hacen el domingo y lunes de la fiesta y tornafiesta del mes de mayo.
En el centro de Tepexpan existe otro museo en donde se exhibe parte de la historia de la localidad, en donde además cuenta con un facsímil del pueblo de Tepexpan.

## Subdivisiones
La localidad se divide en 5 sectores:
- Anáhuac I Sección (Tepexpan)
- Anáhuac II Sección (Tepexpan)
- Chimalpa (Tepexpan)
- Los Reyes (Tepexpan)
- Paraje El Faro
- Granjas (Tepexpan)

## Transporte público
Se puede llegar a Tepexpan utilizando los siguientes transportes:
- Línea de autobuses México-San Juan Teotihuacán.- Con terminal en el metro Indios Verdes y con destinos a Pirámides por Acolman; San Juan Teotihuacán por Chipiltepec; Texcoco o Chiconcuac.
- Combis Ruta-89, que circulan de Cerro Gordo a San Juan Teotihuacán pasando por Acolman.
- Combis Ruta-35, que circulan de San Cristóbal Ecatepec a San Juan Teotihuacán por Chipiltepec.
- Autobuses del Valle de México.- que circulan desde el metro San Lázaro hacia San Juan Teotihuacán.

Asimismo el municipio cuenta con una estación de ferrocarril de la vía México - Veracruz y está dentro del proyecto para la Línea 2 del Tren Suburbano que correrá del Metro Martín Carrera a Teotihuacán.